# Oblast de Kherson
Ne doit pas être confondu avec Occupation russe de l'oblast de Kherson.
L'oblast de Kherson (en ukrainien : Херсонська область, Khersons’ka oblast’) est un des 24 oblasts de l'Ukraine. Sa capitale est la ville de Kherson et elle compte 1 million d'habitants en 2022. L'oblast est situé dans la partie méridionale du pays et est bordé au sud par la mer Noire et la mer d'Azov. Il est coupé en deux par le cours du principal fleuve du pays, le Dnipro, qui se jette dans la mer Noire sur son territoire. La Crimée est rattachée au continent par un isthme étroit, l'isthme de Perekop, qui débouche sur l'oblast.
Le 30 septembre 2022, l’oblast est « annexé » par la Russie à la suite d'un référendum contesté (plus de 87,05 % en faveur du rattachement à la fédération de Russie), mais reste en droit international un oblast d'Ukraine. Depuis le retrait des forces russes de la rive droite du Dnipro, en novembre 2022, seule la partie de l'oblast située sur la rive gauche est encore occupée par l'armée russe.

## Géographie
L'oblast de Kherson est situé au sud de l'Ukraine et couvre une superficie de 28 461 km2. Il est baigné au sud-est par la mer d'Azov et au sud-ouest par la mer Noire. Le Dnipro le traverse depuis le nord-est. Le réservoir de Kakhovka ainsi que l'estuaire du Dnipro se trouvent dans l'oblast. L'isthme de Perekop sépare l'oblast de Kherson de la péninsule de Crimée. Le territoire de l'oblast fait partie de la zone steppique qui caractérise une grande partie de l'Ukraine méridionale. Les sols de la partie nord sont constitués par du tchernoziom propice à l'agriculture. En bord de mer, il y a de nombreuses lagunes et marais salants. L'oblast est sillonné par plusieurs cours d'eau dont les plus importants sont le Dnipro (longueur de 178 km sur le territoire de l'oblast) et l'Inhoulets (180 km). La région comporte de nombreuses îles le long de la mer Noire et de la mer d'Azov mais également sur le cours du Dnipro.
Le climat de la région est de type continental tempéré avec des températures mensuelles moyennes de 25,4°C en juillet et de -2,1°C en janvier. La pluviométrie annuelle est comprise entre 320 et 400 millimètres.
L'oblast de Kherson est bordé au nord par l'oblast de Dnipropetrovsk, à l'est par l'oblast de Zaporijjia, à l'ouest par l'oblast de Mykolaïv et enfin au sud par la mer d'Azov, les marais et lagunes du Syvach, la république autonome de Crimée et la mer Noire.

## Économie
L'oblast comporte une surface agricole importante avec des terres de qualité dont une partie est irriguée. Les principaux produits agricoles sont le blé, le maïs, le tournesol, les fruits et légumes et le riz ainsi que les productions animales. La région dispose d'une industrie agro-alimentaire puissante qui assure la transformation d'une bonne partie des productions agricoles.
L'oblast dispose de deux ports maritimes sur la mer Noire : le port de commerce de Kherson et le port de Skadovsk, le port de Khorly. La navigation fluviale joue un rôle important grâce au Dnipro qui a été rendu navigable et permet de remonter jusqu'à la capitale Kyïv.

## Culture et nature

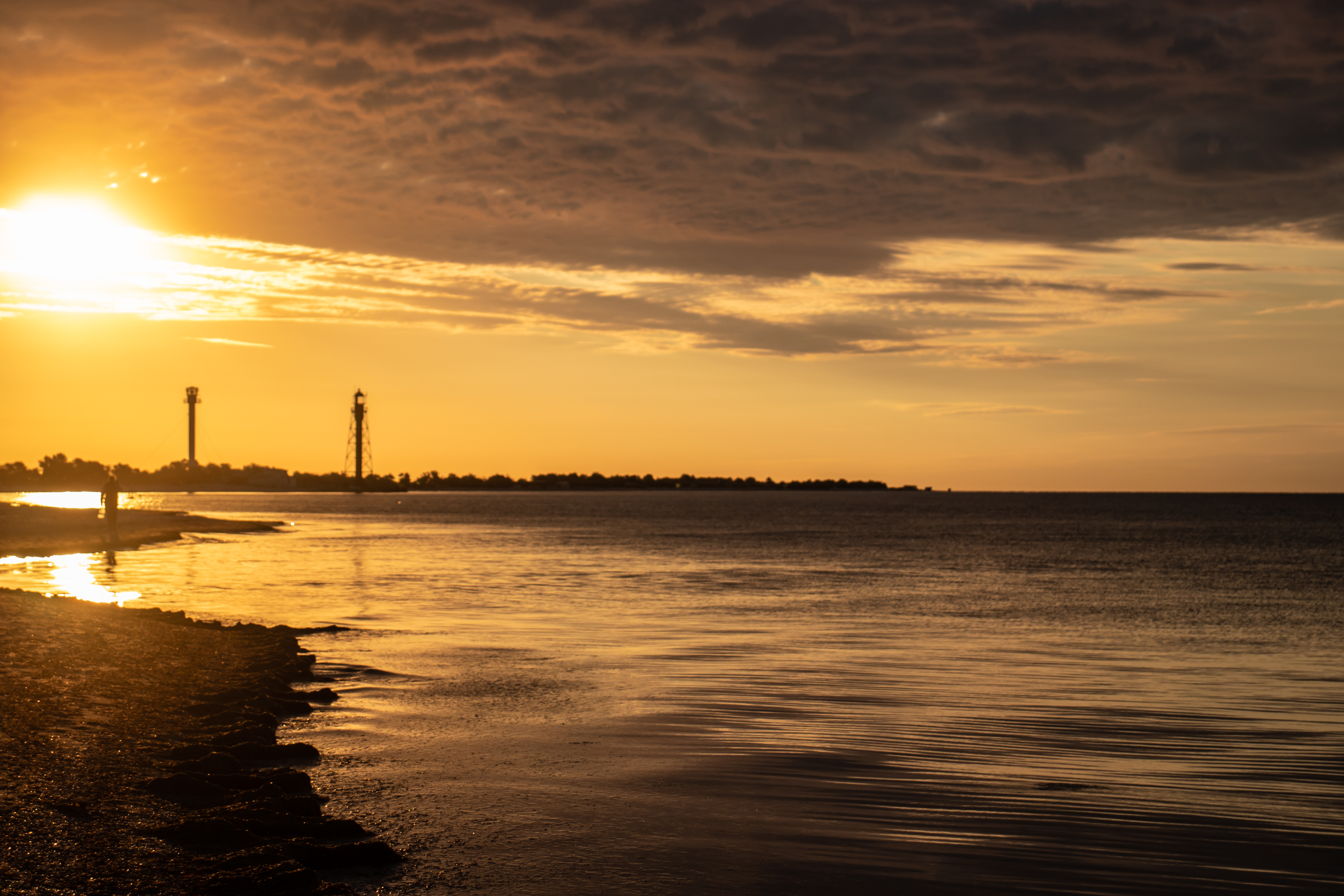
Le Phare de Djarilhats.

Les principaux monuments et parcs sont le Monastère Saint-Grégoire-Bizioukiv de Tchernovi Maïak situé dans la ville de Kherson, les parcs de Djarylhatch, d'Azov-Syvach, du Dnipro inférieur, des sables d'Olechkiv et la Flèche d'Arabat.

## Divisions administratives
Depuis la réforme administrative du 18 juillet 2020, l'oblast qui était subdivisé en 18 raïons n'en comporte plus que cinq :
- Raïon de Beryslav, ayant Beryslav pour centre administratif ;
- Raïon de Henitchesk, ayant Henitchesk pour centre administratif ;
- Raïon de Kakhovka, ayant pour centre administratif la ville de Nova Kakhovka ;
- Raïon de Kherson, ayant pour centre administratif la ville de Kherson ;
- Raïon de Skadovsk, ayant pour centre administratif la ville de Skadovsk.

Les raïons sont subdivisés en 49 communautés territoriales :  9 villes, 17 communautés urbaines et 23 communautés rurales. Les villes les plus importantes sont Kherson (280 000 habitants en 2021), Nova Kakhovka (47 000 habitants) et Kakhovka (37 000 habitants).

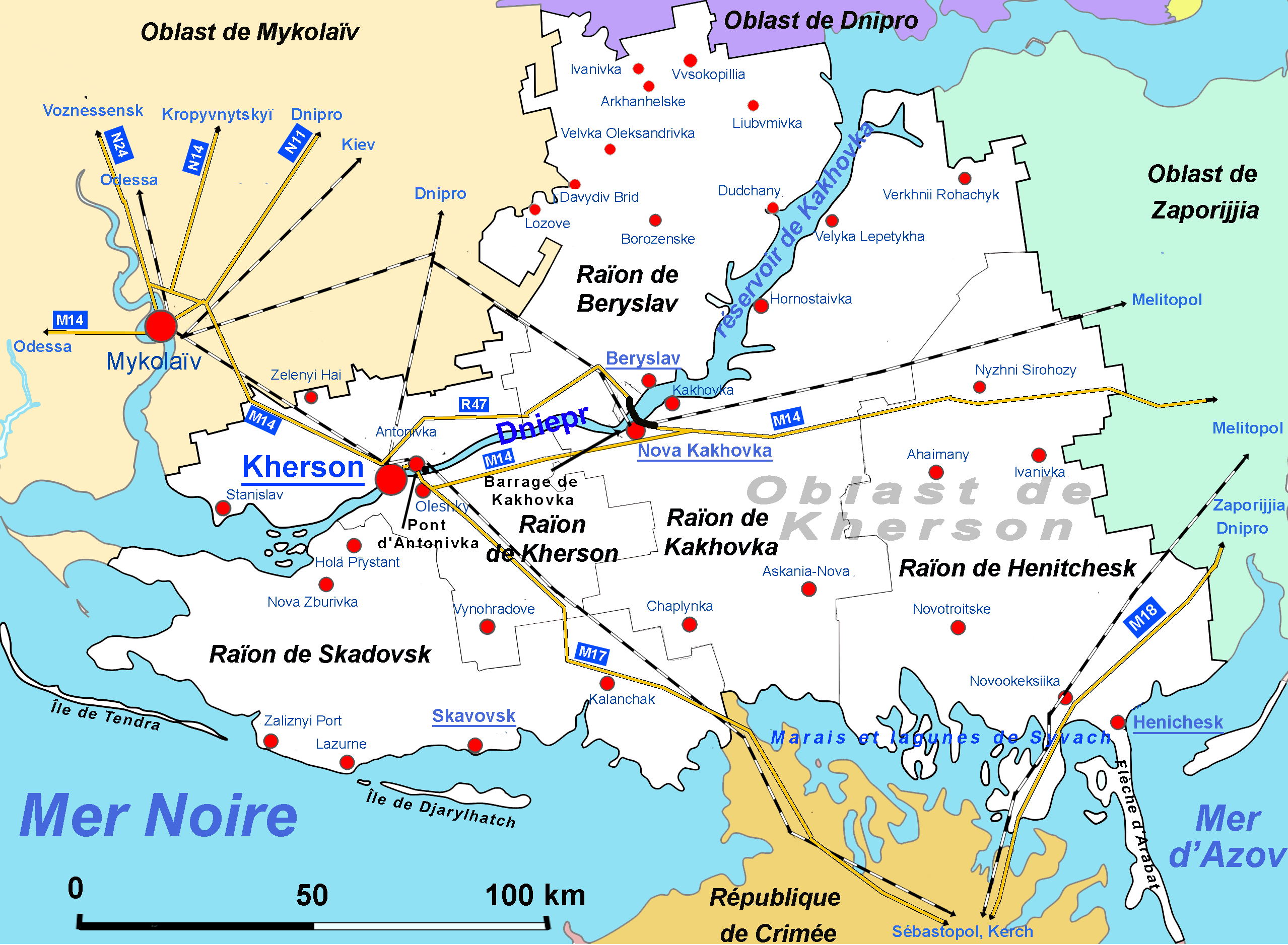
Carte de l'oblast de Kherson (fond blanc) avec le découpage en raïons.

## Historique

Situation actuelle de l'oblast de Kherson au cours de l'invasion russe de l'Ukraine:
Contrôlé par l'Ukraine
Contrôlé par la Russie

L'oblast de Kherson est créé le 30 mars 1944. 
Une partie de l'oblast est sous occupation militaire russe depuis le 24 février 2022, lorsque les forces russes ont envahi l'Ukraine.

Un référendum illégal est organisé par les autorités d'occupation entre le 23 et le 27 septembre 2022, à l'issue duquel elles déclarent l'indépendance de l'oblast qui est reconnu par la Russie. Prélude à l'annexion, elles annoncent la délivrance de passeports russes aux habitants, ainsi que l'introduction du rouble comme monnaie. Cet État autoproclamé cesse cependant d'exister dès le 30 septembre, lorsqu'il est annexé par la Russie en même temps que les autres territoires occupés.

## Population

### Démographie
Recensements (*) ou estimations de la population :
| 1959*   | 1970*     | 1979*     | 1989*     |
| ------- | --------- | --------- | --------- |
| 824 167 | 1 029 988 | 1 163 435 | 1 239 969 |

| 2001*     | 2011      | 2012      | 2013      |
| --------- | --------- | --------- | --------- |
| 1 175 122 | 1 088 237 | 1 083 100 | 1 073 223 |

| 2015      | 2021      | 2022      | - |
| --------- | --------- | --------- | - |
| 1 067 876 | 1 016 707 | 1 000 370 | - |

| Année | Population | Naissances annuelles | Décès annuels | Solde naturel annuel | Taux de natalité (‰) | Taux de mortalité (‰) | Solde naturel (‰) | Indice de fécondité |
| ----- | ---------- | -------------------- | ------------- | -------------------- | -------------------- | --------------------- | ----------------- | ------------------- |
| 1990  | 1 248 800  | 17 887               | 14 553        | 3 334                | 14,3                 | 11,6                  | 2,7               | 2,00                |
| 1991  | 1 258 700  | 17 246               | 15 291        | 1 955                | 13,6                 | 12,1                  | 1,5               | 1,91                |
| 1992  | 1 270 000  | 16 572               | 15 872        | 700                  | 13,0                 | 12,5                  | 0,5               | 1,82                |
| 1993  | 1 281 200  | 15 433               | 16 914        | -1 481               | 12,0                 | 13,2                  | -1,2              | 1,69                |
| 1994  | 1 282 200  | 14 238               | 17 654        | -3 416               | 11,1                 | 13,8                  | -2,7              | 1,58                |
| 1995  | 1 275 200  | 13 700               | 19 191        | -5 491               | 10,8                 | 15,1                  | -4,3              | 1,53                |
| 1996  | 1 261 000  | 12 302               | 18 594        | -6 292               | 9,8                  | 14,8                  | -5,0              | 1,39                |
| 1997  | 1 246 000  | 12 047               | 17 693        | -5 646               | 9,7                  | 14,3                  | -4,6              | 1,38                |
| 1998  | 1 233 000  | 11 189               | 17 658        | -6 469               | 9,1                  | 14,4                  | -5,3              | 1,29                |
| 1999  | 1 218 600  | 10 370               | 18 809        | -7 719               | 8,6                  | 14,9                  | -6,3              | 1,21                |
| 2000  | 1 205 600  | 10 184               | 18 513        | -8 329               | 8,5                  | 15,5                  | -7,0              | 1,19                |
| 2001  | 1 189 700  | 9 757                | 18 422        | -8 665               | 8,3                  | 15,6                  | -7,3              | 1,15                |
| 2002  | 1 175 122  | 9 972                | 18 476        | -8 504               | 8,5                  | 15,8                  | -7,1              | 1,14                |
| 2003  | 1 161 372  | 10 502               | 18 269        | -7 767               | 9,1                  | 15,8                  | -6,7              | 1,22                |
| 2004  | 1 149 811  | 10 363               | 17 744        | -7 381               | 9,1                  | 15,5                  | -6,4              | 1,24                |
| 2005  | 1 138 183  | 10 150               | 18 384        | -8 234               | 9,0                  | 16,2                  | -7,2              | 1,22                |
| 2006  | 1 126 458  | 11 475               | 17 864        | -6 389               | 10,2                 | 15,9                  | -5,7              | 1,29                |
| 2007  | 1 117 071  | 11 570               | 18 143        | -6 573               | 10,4                 | 16,3                  | -5,9              | 1,38                |
| 2008  | 1 107 502  | 12 473               | 18 016        | -5 543               | 11,3                 | 16,3                  | -4,6              | 1,45                |
| 2009  | 1 099 200  | 12 323               | 16 883        | -4 560               | 11,2                 | 15,4                  | -4,2              | 1,50                |
| 2010  | 1 093 431  | 12 388               | 16 432        | -4 044               | 11,4                 | 15,1                  | -3,7              | 1,51                |
| 2011  | 1 088 237  | 12 085               | 15 828        | -3 743               | 11,1                 | 14,6                  | -3,5              | 1,51                |
| 2012  | 1 083 367  | 12 643               | 15 904        | -3 261               | 11,7                 | 14,7                  | -3,0              | 1,61                |
| 2013  | 1 078 232  | 12 300               | 16 048        | -3 748               | 11,4                 | 14,9                  | -3,5              | 1,60                |
| 2014  | 1 072 567  | 12 308               | 16 141        | -3 833               | 11,5                 | 15,1                  | -3,6              | 1,63                |
| 2015  | 1 067 876  | 11 372               | 16 591        | -5 219               | 10,7                 | 15,6                  | -4,9              | 1,55                |
| 2016  | 1 062 356  | 10 769               | 16 442        | -5 673               | 10,1                 | 15,5                  | -5,4              | 1,50                |
| 2017  | 1 055 649  | 9 964                | 15 885        | -5 921               | 9,4                  | 15,0                  | -5,6              | 1,43                |
| 2018  | 1 046 981  | 9 095                | 16 163        | -7 068               | 8,7                  | 15,5                  | -6,8              | 1,34                |

### Structure par âge
0-14 ans : 16,2 %  (hommes 86 482/femmes 81 261)
15-64 ans : 67,8 %  (hommes 339 864/femmes 362 945)
65 ans et plus : 16,0 %  (hommes 54 712/femmes 110 944) (2019 officiel)

### Âge médian
Total : 40,7 ans 
Hommes : 37,3 ans 
Femmes : 44,0 ans  (2019 officiel)

### Nationalités
Selon le recensement ukrainien de 2001, les nationalités qui composaient la population de l'oblast étaient les suivantes :
- Ukrainiens : 82,0 %
- Russes : 14,1 %
- Biélorusses : 0,7 %
- Tatars : 0,5 %
- Autres : 2,7 %

## Dans le cinéma et la littérature
Ukraine - Les enfants volés et En Ukraine, le retour des enfants déportés en Russie sont deux films documentaires, évoquant en partie le sujet.